# 秋田県高等学校の廃校一覧
秋田県高等学校の廃校一覧（あきたけんこうとうがっこうのはいこういちらん）とは、秋田県の廃校となった高等学校の一種。対象となるのは学制改革（1948年）以降に廃校となった高等学校と分校である。名称は廃校当時のもの。廃校時に属していた自治体が合併により消滅している場合は現行の自治体に含める。また現在休校中の学校は公式には存続していることとなっているが、休校中の学校は事実上廃校となっている場合が多いため、便宜上本項に記載する。

## 公立高等学校

### 秋田市
- 秋田県立秋田東高等学校（2005年、定時制課程・通信制課程ともに、新設された秋田県立秋田明徳館高等学校に移管のうえ、廃止。同時に、秋田県立秋田中央高等学校定時制課程と、県内唯一の工業科定時制を手がけていた秋田県立秋田工業高等学校の定時制課程も、明徳館高校に移管し、秋田市の定時制高校を1か所に集約した）[1]

### 男鹿市
- 秋田県立海洋技術高等学校（2004年男鹿高と統合し秋田県立男鹿海洋高等学校へ）[2]
- 秋田県立男鹿高等学校（1958年に秋田県立船川水産高等学校〈1996年海洋技術高へ改称〉の定時制として分離、2004年海洋技術高と統合し男鹿海洋高へ）[2]

### 横手市
- 秋田県立横手東高等学校（1994年全日制課程は平鹿高と統合し新設の秋田県立平成高等学校へ移管、定時制課程は当時の秋田県立横手工業高等学校へ移管）[注釈 1]
- 秋田県立平鹿高等学校（1994年横手東高の全日制課程と統合し新設の平成高へ移管）[注釈 2]
- 秋田県立横手工業高等学校（2006年秋田県立横手清陵学院高等学校の開校(2004年)に伴い廃止。定時制課程は秋田県立横手高等学校へ移管[3]）[注釈 3]

### 大館市
- 秋田県立大館東高等学校（1992年大館南高と統合し大館高へ）[4]
- 秋田県立大館南高等学校（1992年大館東高と統合し大館高へ）[4]
- 秋田県立大館商業高等学校（秋田県立大館国際情報学院高等学校開設に伴い、移管のうえ廃止）[5]
- 秋田県立大館桂高等学校（2016年統合により秋田県立大館桂桜高等学校へ）[6]
- 秋田県立大館工業高等学校（同上）[6]
- 秋田県立大館高等学校（同上、定時制課程は、秋田県立大館鳳鳴高等学校に移管）[6]

### 北秋田市
- 秋田県立鷹巣農林高等学校（2011年統合により秋田県立秋田北鷹高等学校へ）[7]
- 秋田県立鷹巣高等学校（同上）[7]
- 秋田県立米内沢高等学校（同上）[7]
- 北秋田市立合川高等学校（同上）[7]

### 湯沢市
- 秋田県立湯沢南高等学校川連分校（1953年湯沢北高三梨分室と統合し湯沢高古四王分校へ）[8]
- 秋田県立湯沢北高等学校三梨分室（1953年湯沢南高川連分校と統合し湯沢高古四王分校へ）[8]
- 秋田県立湯沢北高等学校古四王分校（1957年湯沢南高から移管、廃校時期不詳）[8]
- 秋田県立湯沢高等学校山田分校（1967年山田分室となり、1968年廃止）[8]
- 秋田県立湯沢北高等学校（2011年湯沢商工高と統合し秋田県立湯沢翔北高等学校へ）[9]
- 秋田県立湯沢商工高等学校（2011年湯沢北高と統合し湯沢翔北高へ）[9]
- 秋田県立湯沢高等学校稲川分校（2018年）[10]
- 秋田県立雄勝高等学校（2020年秋田県立湯沢翔北高等学校雄勝校へ変更）[11]

### 能代市
- 秋田県立能代北高等学校（2013年能代商業高と統合し秋田県立能代松陽高等学校へ）[12]
- 能代市立能代商業高等学校（2013年能代北高と統合し能代松陽高へ）[12]
- 秋田県立能代工業高等学校（2021年能代西高と統合し秋田県立能代科学技術高等学校へ、定時制は、能代高等学校に移管し、二ツ井高校跡地に設置）[13]
- 秋田県立能代西高等学校（2021年能代工業高と統合し能代科学技術高へ）[13]
- 秋田県立二ツ井高等学校（2021年秋田県立能代高等学校定時制課程へ移行）[14]

### 仙北市
- 秋田県立角館北高等学校〈初代〉（1951年角館南高〈初代〉と統合し角館高〈初代〉となるも、1952年再分離）[15]
- 秋田県立角館南高等学校〈初代〉（1951年角館北高〈初代〉と統合し角館高〈初代〉となるも、1952年再分離）[15]
- 秋田県立角館高等学校〈2代目〉（1954年角館北高〈2代目〉から改称、2014年角館南高〈2代目〉と統合し秋田県立角館高等学校〈3代目〉へ）[15]
- 秋田県立角館南高等学校〈2代目〉（2014年角館高〈2代目〉と統合し角館高〈3代目〉へ）[15]

### 鹿角市
- 秋田県立花輪高等学校（2024年十和田高・小坂高と統合し秋田県立鹿角高等学校へ）[16]
- 秋田県立十和田高等学校（2024年花輪高・小坂高と統合し鹿角高へ）[16]

### 雄勝郡
- 秋田県立湯沢南高等学校西馬音内分校（1958年三輪分校と統合し秋田県立羽後高等学校へ）[17]
- 秋田県立湯沢南高等学校三輪分校（1958年西馬音内分校と統合し羽後高へ）[17]
- 秋田県立羽後高等学校田代分校（1958年湯沢南高から移管、1962年仙道分校と統合し高瀬分校へ）[17]
- 秋田県立羽後高等学校仙道分校（1958年湯沢南高から移管、1962年田代分校と統合し高瀬分校へ）[17]
- 秋田県立羽後高等学校高瀬分校（1988年）[17]

### 鹿角郡
- 秋田県立小坂高等学校（2024年花輪高・十和田高と統合し鹿角高へ）[16]